# Supercoppa Primavera 2 de 2018
A Supercoppa Primavera 2 de 2018 é a primeira edição dessa competição sub-19 do futebol italiano. Uma final em jogo único entre os líderes dos Grupos A e B para decidir o campeão do Campionato Primavera 2 de 2017–18.
A partida foi realizada no CT de Coverciano em Florença no dia 16 de maio de 2018, e o Palermo (líder do Grupo B) sagrou-se campeão do Campionato Primavera 2 de 2017–18 ao vencer o Novara (líder do Grupo A) por 1–0.

## Regulamento da partida
- Jogo único de 90 minutos;
- 30 minutos de prorrogação caso haja empate no tempo normal;
- Persistindo o empate, o vencedor será decidido nas penalidades máximas.[4]

## Ficha do jogo
| 16 de maio de 2018 | Novara | 0 – 1  | Palermo     | CT de Coverciano, Florença |
| 14:00 CEST (UTC+2) |        | Súmula | 60' Cannavò | Árbitro: Daniele De Santis |